# 特許原簿
特許原簿 (とっきょげんぼ、patent registry) とは、日本において特許出願した発明にかかる特許権の状況を登録・開示するための帳簿である。
これは特許庁に備えてある。

## 概要
発明を特許出願すると、それに連動して特許権がかかわる。審査前、査定状況、登録、消滅などを特許原簿に記す。

## 記入項目
特許原簿には、以下の項目が記されている。
- 出願日
- 出願番号
- 請求項の数
- 発明の名称
- 特許料納付記録
- 発明者
- 特許権者の変遷
- 特許権効力
- 特許権範囲

## 確認方法
特許庁に備えている専用端末で確認できる。閲覧料は800円である。